# Wetzdorf (Harth-Pöllnitz)
Wetzdorf ist ein Ortsteil der Gemeinde Harth-Pöllnitz im Landkreis Greiz in Thüringen.

## Geografie
Etwa zwei Kilometer von der westlich vorbeiführende Bundesstraße 2 Schleiz – Gera liegt das Dorf entfernt und ist mit einer Nebenstraße verbunden. Um den Ort liegt die landwirtschaftliche Nutzfläche, die gemeinsam mit Partnern bearbeitet und genutzt wird.

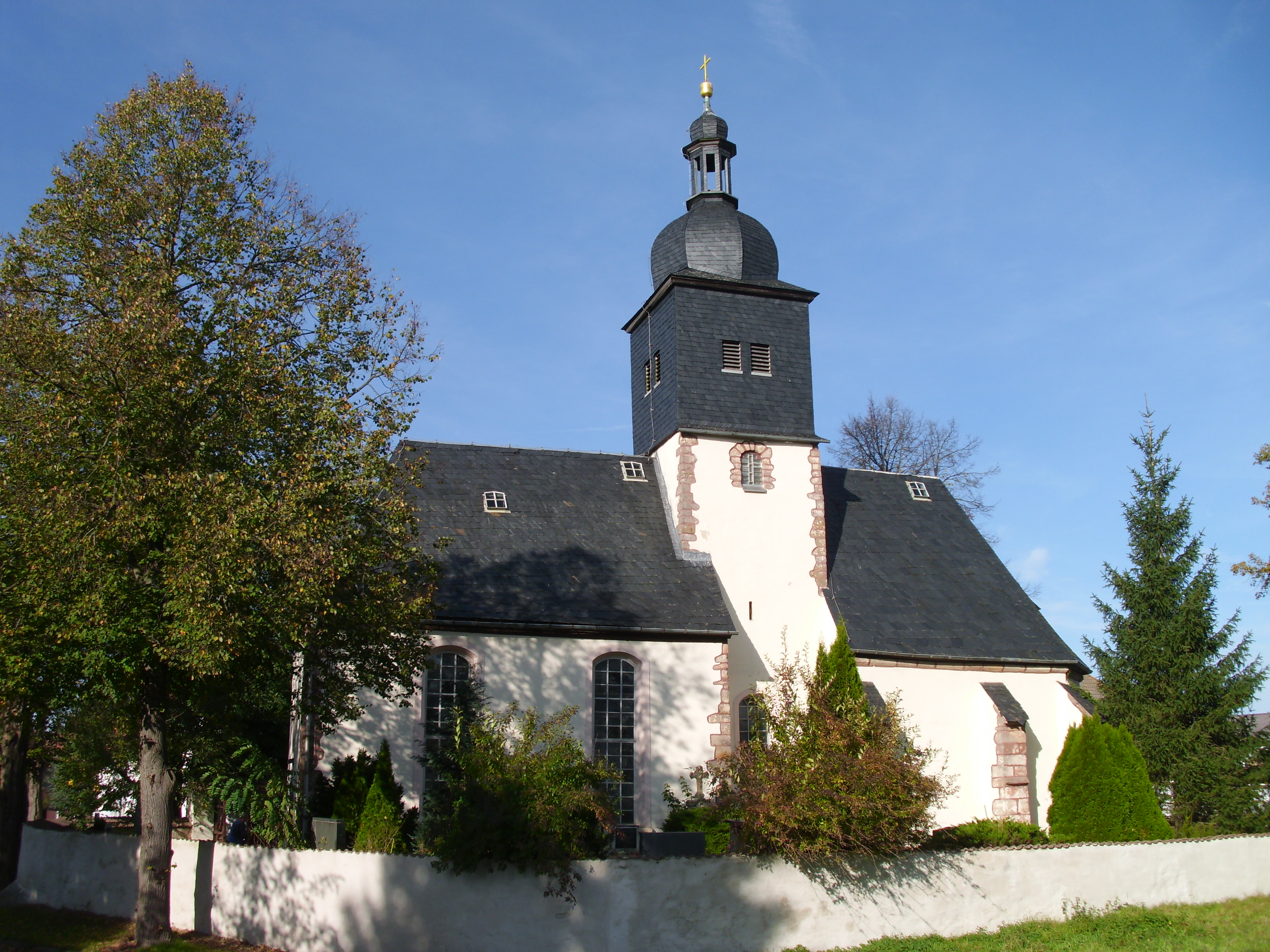
Kirche St. Marien

## Geschichte
Der Ort wurde bereits 1195 in einem Schriftstück des Klosters Pforta erwähnt. Sehenswert ist die evangelisch-lutherische Sankt-Marien-Kirche. Heute wohnen 113 Personen im Ort. Das Gasthaus Fischer ist seit 150 Jahren in Familienbesitz.

## Wirtschaft
Der Ort war und ist landwirtschaftlich geprägt. In der Nachbarschaft liegen die Dörfer Braunsdorf, Mittelpöllnitz und Niederpöllnitz.